# Dexter Akanno
 (février 2025).
Chilu Dexter Akanno, né le 16 septembre 2000 à Valencia, Californie, est un joueur américain de basket-ball évoluant au poste d'arrière.

## Biographie

### Jeunesse et formation
Dexter Akanno fréquente le lycée Valencia High School de Valencia en Californie, où il est nommé co-joueur de l'année de la Foothill League lors de sa saison junior, affichant des moyennes de 13,8 points, 5,2 rebonds et 3,7 passes décisives par match. Lors de sa saison senior, il enregistre en moyenne 15,0 points, 4,0 rebonds et 3,5 passes décisives par match, menant son équipe aux demi-finales des playoffs CIF-SS Division 2A.
Après le lycée, Akanno passe une année à la Blair Academy dans le New Jersey, aidant l'équipe à remporter le championnat de la  Mid-Atlantic Prep League.

### Carrière universitaire

#### Université Marquette (2019-2021)
Akanno rejoint l'université Marquette en 2019. Il ne joue pas, bénéficiant du statut de redshirt sa première année (2019-2020) pour se concentrer sur son développement. Lors de la saison 2020-2021, il participe à 12 matchs, avec une moyenne de 0,7 point et 0,6 rebond en 5,3 minutes par match.

#### Université d'État de l'Oregon (2021-2024)
En 2021, Akanno rejoint l'université d'État de l'Oregon. Au cours de ses trois saisons avec les Beavers, il dispute 91 matchs, dont 68 en tant que titulaire. Lors de sa dernière année (2023-2024), il affiche des moyennes de 10,9 points, 2,9 rebonds et 1,3 passe décisive en 28,6 minutes par match, avec un pourcentage de réussite au tir de 39,0 %.
Le 18 mars 2024, il accorde une interview de 20 minutes au jeune média français, L'Entre 2, dans l'émission : « EURO-STEP : Les américains vers l'Europe », dans laquelle il évoque la possibilité d'entreprendre une carrière professionnelle en Europe.

#### université d'État de l'Utah (depuis 2024)
Pour sa dernière année d'éligibilité, Akanno rejoint l'université d'État de l'Utah en tant qu'étudiant diplômé. Son impact chez les Aggies est immédiat, avec des performances notables en début de saison.

### Universitaires
| Saison    | Équipe       | Matchs | Titul. | Min./m | % Tir | % 3pts | % LF | Rbds/m. | Pass/m. | Int/m. | Ctr/m. | Pts/m. |
| --------- | ------------ | ------ | ------ | ------ | ----- | ------ | ---- | ------- | ------- | ------ | ------ | ------ |
| 2020-2021 | Marquette    | 12     | 0      | 5,3    | 18,2  | 0,0    | 80,0 | 0,6     | 0,1     | 0,0    | 0,0    | 0,7    |
| 2021-2022 | Oregon State | 29     | 17     | 19,6   | 41,1  | 38,3   | 75,2 | 2,1     | 0,8     | 0,3    | 0,0    | 4,9    |
| 2022-2023 | Oregon State | 32     | 26     | 26,2   | 35,5  | 25,4   | 74,7 | 2,4     | 1,6     | 0,5    | 0,1    | 7,9    |
| 2023-2024 | Oregon State | 30     | 25     | 28,7   | 39,0  | 32,5   | 70,4 | 2,9     | 1,3     | 0,9    | 0,2    | 10,9   |
| Carrière  | Carrière     | 103    | 68     | 23,2   | 39,6  | 33,3   | 72,8 | 2,5     | 1,1     | 0,5    | 0,1    | 7,5    |

### Palmarès

#### Lycée
- Foothill League Co-Player of the Year (2016-17)[7]
- All-Santa Clara Valley First Team (2017-18)[7]

#### Université
- NIT Season Tip-Off Team (2024)[8]
- Big East All-Academic Team (2020-21)[7]